# Sichelwanzen

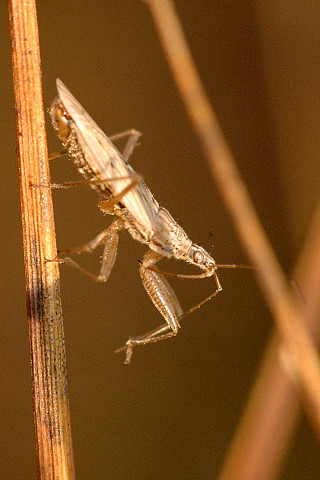
Sichelwanze (Nabinae) im Profil; gut sichtbar der sichelförmige Stechrüssel

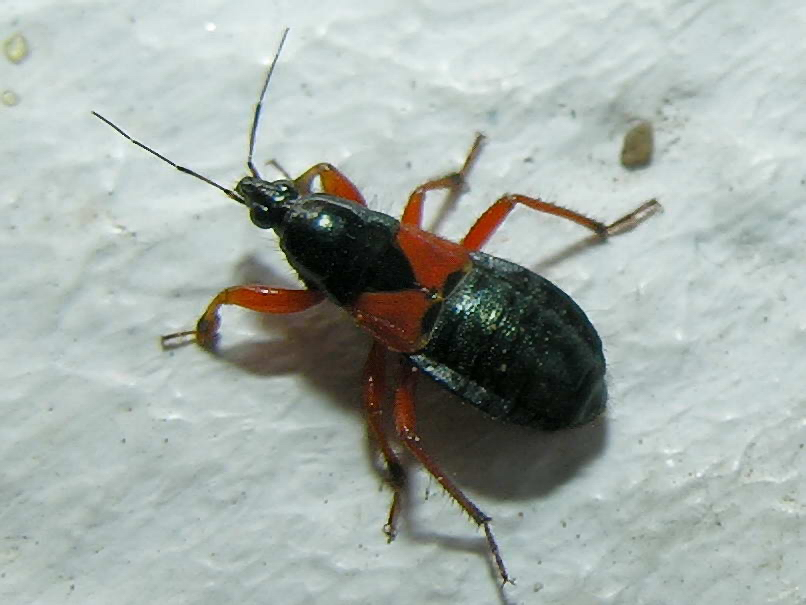
Art der Gattung Prostemma (Prostemmatinae); Prostemma cf. guttula

Sichelwanzen (Nabidae) sind eine weltweit verbreitete Familie der Wanzen (Heteroptera). Kennzeichnendes Merkmal dieser Insekten (Insecta) ist ihr sichelförmig gebogener Stechrüssel (Rostrum), mit welchem sie als ausschließliche Räuber andere Insekten und Gliederfüßer (Arthropoden) aussaugen. Als Nützlinge gegen Gliederfüßer sind Sichelwanzen in der Landwirtschaft und im Gartenbau von Bedeutung.

## Systematik
Die Familie der Sichelwanzen umfasst weltweit etwa 500 Arten in 21 Gattungen. Es werden zwei Verwandtschaftsgruppen beziehungsweise Unterfamilien unterschieden, die sich in ihrer Gestalt und vor allem in der Form der Spermienübertragung unterscheiden: Die artenreicheren und schlanker gebauten Nabinae mit meist gelb-brauner Tarntracht und die weniger häufigen, überwiegend robuster gebauten Prostemmatinae mit überwiegend schwarz-roter, seltener schwarz-gelber Warntracht. Beide Gruppen sind in Europa vertreten. Hier sind 40 Arten nachgewiesen.

## Verbreitung und Lebensräume
Sichelwanzen sind weltweit verbreitet. Sie besiedeln eine Vielzahl verschiedener Lebensräume. Sie leben an der Bodenoberfläche, in Krautschichten und in Baumkronen, wobei die einzelnen Arten ihre eigenen Vorzugsbereiche besiedeln. Man findet sie sowohl in Wäldern und Gebüschen als auch in Offenlandbiotopen wie beispielsweise Wiesen und anderen Gras- und Krautfluren.

## Allgemeine Merkmale
Die Sichelwanzen der mitteleuropäischen Fauna werden etwa zwischen 5,5 und 11 Millimeter lang. Während die meisten Arten mehr oder weniger schlank gebaut sind, ist bei manchen Arten der Hinterleib auffällig verbreitert. Der viergliedrige Stechrüssel ist sichelförmig gebogen – daher die deutsche Bezeichnung. Dieser ähnelt dem dreigliedrigen, deutlich kräftigeren Rostrum der Raubwanzen (Reduviidae). Vor dem Halsschild (Pronotum) ist bei den meisten Arten ein mehr oder weniger deutlich abgesetzter Halsring entwickelt. Die vier- oder fünfgliedrigen Fühler sind lang und dünn, so lang oder kürzer als der Körper. Die Vorderbeine sind ebenfalls lang und dünn oder bei einigen Arten als kräftige Raubbeine ausgebildet mit oft deutlich verdickten und bedornten Schenkeln (Femur). Die Facettenaugen treten oft kugelig hervor; Punktaugen (Ocelli) sind vorhanden. Langflügelige Formen sind selten und kommen meist nur bei den Weibchen vor.

## Ernährung
Sichelwanzen leben ausschließlich räuberisch. Sie saugen an allen Entwicklungsstadien von Insekten und anderen Gliederfüßern. Die meisten Arten sind wenig wählerisch hinsichtlich ihrer Beutetiere. Sie sind polyphag. Andere sind dagegen auf ein eingeschränktes Beutespektrum spezialisiert, so die meisten Vertreter der Prostemmatinae. Die Nabinae stechen ihre Beute mit dem langen vorgestreckten Rostrum an, wobei die dünnen Vorderbeine selten eingesetzt werden. Die Arten der Unterfamilie der Prostemmatinae ergreifen ihre Beute dagegen mit den deutlich kräftigeren zu Raubbeinen entwickelten Vorderbeine und halten sie fest. Die verbreiterten und bedornten Schenkel sowie am Ende der Vorder- und Mittelbeine befindliche Felder aus Hafthaaren, sogenannte „Schwammsohlen“, unterstützen das Festhalten der Beute.

## Fortpflanzung und Entwicklung
Die Kopulation erfolgt bei den Sichelwanzen intravaginal, wobei die Besamung der Eier im Bereich der Ovariolen stattfindet. Bei den Nabinae gelangen die Spermien über die Eileiter zu den Eiern. Bei den Vertretern der Prostemmatinae kommt es dagegen zu einer sogenannten „traumatischen Insemination“. Der Aedeagus durchbohrt die Wand der Vagina, wobei die Spermien in die Leibeshöhle gelangen. Unter Umgehung der Eierstöcke schwimmen die Spermien zu den Ovariolen.
Die mitteleuropäischen Arten durchlaufen nur eine Generation im Jahr. Die hemimetabolen Tiere überwintern im Ei- oder Erwachsenenstadium. Die Eier werden von den Weibchen mit Hilfe ihres Legebohrers in pflanzliches Gewebe, meist in die hohlen Halme von Gräsern, versenkt. Bei den Eiüberwinterern werden die Eier bereits im Herbst gelegt. Mit der Erwärmung im Frühjahr schlüpfen die ersten Larven. Bei den Imaginalüberwinterern werden die Eier bereits im Frühjahr gelegt. Die bis zum Herbst erwachsenen Tiere überwintern. Da die Sterblichkeitsrate der Männchen deutlich höher ist als jene der Weibchen, sind im Frühling überwiegend Weibchen zu finden.

## Arten in Europa
In Europa treten folgende Arten auf:
Unterfamilie Nabinae:
- Himacerus apterus (Fabricius, 1798)
- Himacerus boops (Schiødte, 1870)
- Himacerus dauricus (Kiritshenko, 1911)
- Himacerus major (A. Costa, 1842)
- Himacerus mirmicoides (O. Costa, 1834)
- Nabis brevis Scholtz, 1847
- Nabis capsiformis Germar, 1838
- Nabis christophi Dohrn, 1862
- Nabis ericetorum Scholtz, 1847
- Nabis ferus (Linnaeus, 1758)
- Nabis flavomarginatus Scholtz, 1847
- Nabis hispanicus Remane, 1964
- Nabis inscriptus (Kirby, 1837)
- Nabis limbatus Dahlbom, 1851
- Nabis lineatus Dahlbom, 1851
- Nabis mediterraneus Remane, 1962
- Nabis meridionalis Kerzhner, 1963
- Nabis occidentalis (Kerzhner, 1963)
- Nabis palifer Seidenstucker, 1954
- Nabis pallidus Fieber, 1861
- Nabis persimilis Reuter, 1890
- Nabis ponticus (Kerzhner, 1962)
- Nabis provencalis Remane, 1953
- Nabis pseudoferus Remane, 1949
- Nabis punctatus A. Costa, 1847
- Nabis reuterianus Puton, 1880
- Nabis riegeri Kerzhner, 1996
- Nabis rugosus (Linnaeus, 1758)
- Nabis sareptanus Dohrn, 1862
- Nabis tesquorum (Kerzhner, 1968)
- Nabis viridulus Spinola, 1837

Unterfamilie Prostemmatinae:
- Alloeorhynchus flavipes (Fieber, 1836)
- Alloeorhynchus putoni Kirkaldy, 1901
- Phorticus velutinus Puton, 1895
- Prostemma aeneicolle Stein, 1857
- Prostemma albimacula Stein, 1857
- Prostemma bicolor Rambur, 1839
- Prostemma guttula (Fabricius, 1787)
- Prostemma sanguineum (Rossi, 1790)

## Einzelquellen
1. 1 2  
Nabidae. Fauna Europaea, abgerufen am 22. November 2006.